# 阿尔克 (奥德省)
阿尔克（法語：Arques，法語發音：[aʁk] ⓘ）是法国奥德省的一个市镇，位于该省中南部，属于利穆区。

## 地理
阿尔克（42°57'9"N, 2°22'30"E）面积18.53 平方千米，位于法国奧克西塔尼大區奥德省，该省份为法国南部沿海省份，北起塔恩省，西北接上加龙省，西接阿列日省，南至东比利牛斯省，东临地中海，东北与埃罗省接壤。
与阿尔克接壤的市镇（或旧市镇、城区）包括：阿尔比耶尔、布伊斯、富尔图、佩罗勒、雷恩莱班、苏格赖涅、瓦尔米热尔。

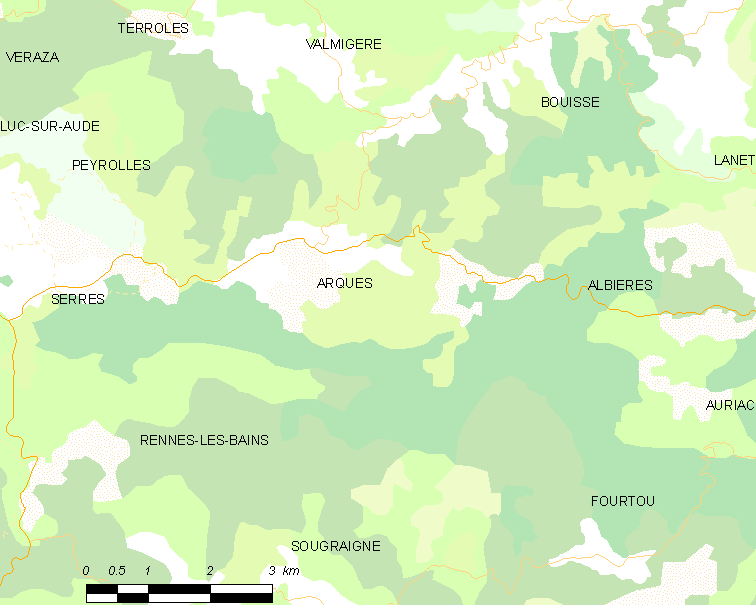
的OSM定位图

阿尔克的时区为UTC+01:00、UTC+02:00（夏令时）。

## 行政
阿尔克的邮政编码为11190，INSEE市镇编码为11015。

## 政治
阿尔克所属的省级选区为上奥德河谷县。

## 人口

1962-2008年间人口变化图示

阿尔克于2022年1月1日时的人口数量为253人。